# Твердило
Твердило (Твердило Иванкович или Твердила; ? — после 1242 года) — псковский посадник, известен тем, что сдал Псков рыцарям Тевтонского ордена.

## Биография
По происхождению боярин, занимал пост посадника во Пскове. В 1240 году, во время похода ливонцев на Русь, когда рыцари Тевтонского ордена осадили город, с группой единомышленников нaстоял на сдаче города. Ночью тайком он впустил войско неприятеля в город, получил власть в городе и правил городом полтора года, вместе с наместниками.
В 1242 году город был освобождён воинами Александра Невского, который приказал казнить шесть предателей, повесив их на крепостной стене. Был ли среди них Твердило — неизвестно. По другим данным, Твердило сбежал к немцам в Изборск.

## В литературе и кино
В фильме Сергея Эйзенштейна «Александр Невский» роль Твердило исполняет Сергей Блинников. Твердило сдаёт рыцарям Псков, но получает упрёк от Магистра, участвует в Ледовом побоище, его берут в плен. Жители Пскова над ним и монахом-католиком устраивают самосуд.
Появляется в повести Василия Яна «Юность полководца», вступает в словесную перепалку и драку с князем Александром Невским, приехавшим во Псков для суда над предателями. После ареста и казни товарищей сбегает.